# 결정론

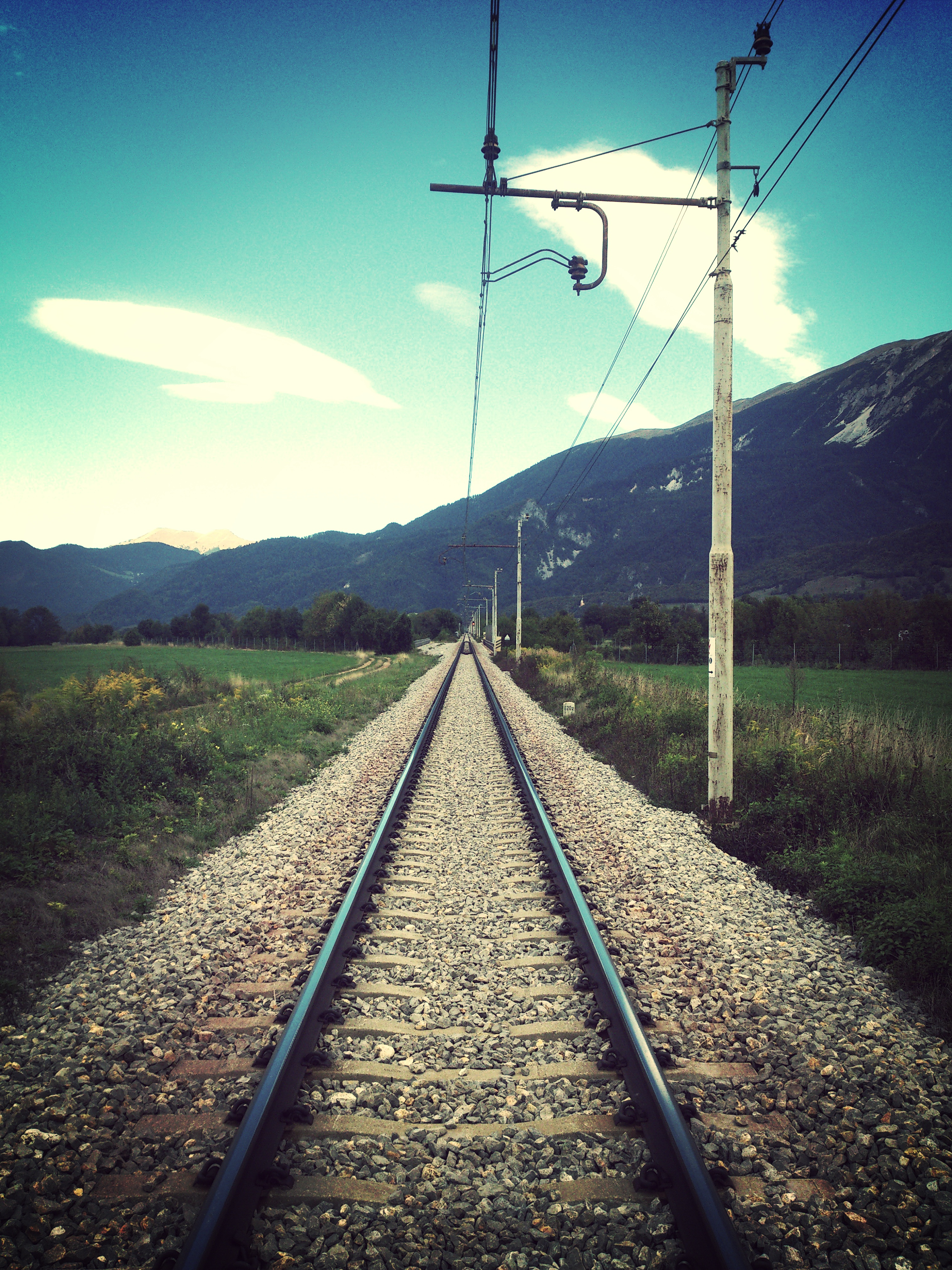

결정론(決定論, 영어: determinism)은 과거의 원인이 미래의 결과가 되며, 이 세상의 모든 사건은 이미 정해진 곳에서 정해진 때에 이루어지게 되어 있었다는 이론이다. 결정론에 따르면 우주에서 일어나는 모든 사건과 운동은 이미 그 전부터 결정되어 있으며, 어떤 법칙에 따라 합리적으로 움직인다. 만유인력의 법칙을 발견한 뉴턴과 라플라스 등은 결정론을 지지했다. 특히, 라플라스는 “우주의 모든 입자의 위치와 속도를 안다면 우주의 미래를 예측할 수 있다.”라고 주장했으며, 초기 결정론의 모태를 만들었다. 또한 결정론은 라플라스 주의라고도 한다. 숙명론과 자주 혼동하지만, 결정론은 인과관계로 말미암아 필연으로 사건이 일어나며, 숙명론은 인과관계와 상관없이 세상의 사건은 모두 미리 그렇게 되도록 정해져 있다는 점에서 숙명론과는 다르다.
결정론에서 자주 거론되는 것으로는 자유의지가 있는데, 자유 의지란 어떤 이가 선택할 수 있는 대안이 있을 때, 신이나 자연 따위에서 벗어나 행동할 수 있는 의지를 뜻하는 낱말로, 결정론은 참이라는 입장에서도 자유의지가 있다는 의견과 자유의지가 없다는 의견으로 나뉜다. 자유 의지는 없다는 의견은 심지어 인간의 의지마저 결정되어 있다고 주장하고, 자유의지는 있다는 의견은 인간의 의지가 존재함을 주장한다. 이 문제에 대해 대부분 실존주의 철학자는 모든 상황이 결정되어 있더라도 인간은 영속하고도 자유로운 선택을 할 수 있다고 주장한다.
19세기 물리학은 결정론에 들어 맞았기 때문에 크게 유행했다. 20세기에 접어들면서 양자역학이 생겨나게 되자, 모든 것이 미리 정해져 있었다는 결정론에 대한 철학적 반박도 동시에 이어졌다. 그러나, 미시세계에 관한 연구인 양자역학과, 분자 이후의 세계인 거시세계는 원칙적으로 다른 작용을 가지며, 미시세계의 작용자가 거시세계에 작용하는 순간, 그것은 곧바로 거시세계의 사건이 되어버리기에, ‘양자역학의 성립’이 ‘결정론의 위기’의 관계에 대해서는 상당한 논란이 존재한다.

## 역사적 배경

### 아리스토텔레스의 세계관
15세기 이전의 유럽에서는 플라톤과 아리스토텔레스가 주장한 세계관이 지배하고 있었다. 우주의 중심은 지구이고 달을 경계로 천상의 세계와 지상의 세계가 구분되며, 천상에서의 자연법칙과 지상에서의 자연법칙은 다르다는 점이 이 세계관의 핵심적인 내용이다. 이 내용은 '아리스토텔레스주의 자연철학'이라 불리며, 이는 고대 그리스, 로마 시대에서 중세 유럽에 이르기까지 천 년이 넘는 시간 동안 유럽인들이 굳게 믿고 있었던 세계관이었다.

### 뉴턴의 등장
아리스토텔레스의 자연철학은 16세기에 접어들면서 코페르니쿠스, 케플러, 갈릴레오 갈릴레이 등의 학자들에 의해 의문이 제기되기 시작하였으며, 17세기 영국의 아이작 뉴턴의 등장으로 인해 큰 변화가 나타났다. 뉴턴은 그의 저서 《자연철학의 수학적 원리》를 통해 새로운 세계관을 제시하였는데, '관성'과 '보편중력'의 개념을 통해 우주의 모든 물체 사이의 상호인력을 설명하였다. 이는 기존의 아리스토텔레스의 세계관이 천상계와 지상계를 구분하던 것을 불필요하게 만들었으며, 그로 인해 자연과 우주를 바라보는 인식에 커다란 변화가 나타났다.

## 구체적 사례

### 천체역학의 발전
결정론은 물리학의 발전, 특히 천체역학이 비약적으로 발전하는데 크게 기여하였다. 뉴턴역학의 이론에 근거하여 1675년에 덴마크의 천문학자 뢰머가 광속이 유한함을 입증하였으며, 그 당시에 발견되지 않았던 천왕성과 해왕성의 위치를 예측하여 발견해내는 성과를 이루기도 했다. 비슷한 시기에 다루어졌던 주요 논쟁으로는 조수간만의 원인, 태양계의 안정성에 대한 논의, 삼체문제 등이 있다. 천체역학에서 보여준 예측정확성으로 인해 결정론적 세계관이 큰 힘을 얻게 되었다.

### 라플라스의 악마
18세기 후반에 이르면 결정론과 역학적 세계관이 많은 사람들에게 용인되는 신념이 되는데, 이 시기의 대표적인 인물로 피에르사몽 라플라스를 꼽을 수 있다. 라플라스는 그의 저서 '천체역학'을 통해 천체 관측에서 발견되는 장기적인 불규칙성을 뉴턴역학으로 설명하였고 이를 통해 태양계의 안정성을 분명히 설명하였다. 그의 노력으로 물리학에서는 고전역학을 체계화하는 발판을 마련하였으며, 이를 통해 결정론적 세계관을 확립하게 되었다. 결정론에 대한 라플라스의 확신은 그가 저술한 '확률에 대한 철학 에세이'에서 찾아볼 수 있으며 후대의 전기 작가들은 이를 '라플라스의 악마'라는 표현으로 소개하고 있다.

## 주요 논쟁

### 양자역학의 등장
19세기까지 크게 유행했던 결정론은 20세기에 이르러 양자역학이 생겨나면서 새로운 논쟁이 제시된다. 양자역학이론에 따르면 전자와 같은 미시세계의 물체들은 현상을 정확히 파악하는 것이 불가능하다. 이는 우주의 모든 사건이 결정되어 있다는 결정론의 핵심에 대한 의문이며, 하이젠베르크, 슈뢰딩거, 아인슈타인 등 20세기 초의 과학자들 사이에서 끊임없이 논의된 문제이다. 이 논쟁의 대표적인 사례로는 '슈뢰딩거의 고양이'를 들 수 있다.

### 미래에 대한 예측
결정론의 또 다른 논쟁 중 하나는 '미래에 대한 예측'에 있다. 결정론에 따르면 현상을 정확히 파악하면 미래를 예측할 수 있다. 이는 천체역학의 발전을 통해 증명되었으며, 지표에서도 물체의 역학적 운동의 대부분은 수학적 계산을 통해 파악할 수 있다. 그러나 양자역학 성립 이후 미시세계의 불확정성이 증명된 이후에는 거시세계에 대한 위와 같은 예측을 미시세계의 운동과 합일시킬 수 있느냐가 새로운 화두로 떠올랐다. 이러한 문제들은 20세기에 이르러 프랙털, 결정론에 입각한 혼돈 이론 등을 통해 설명할 수 있는데, 이러한 설명 방식도 선형적인 운동만을 설명할 수 있다는 한계가 있다. 오늘날에도 혼돈이론은 계속 연구되고 있으나, 이것이 과학 전반의 개념적 토대들로서 얼마나 중요한지에 대해서는 여전히 논의되고 있다.

## 같이 보기
- 자유의지
- 아이작 뉴턴
- 라플라스의 악마
- 양자역학
- 슈뢰딩거의 고양이

## 참고 자료
- James T. Cushing. (1998), 송진웅 옮김, 《물리학의 역사와 철학》(Philosophical Concepts in Physics), 북스힐 (2006년)